# 素直になれなくて (テレビドラマ)
『素直になれなくて』（すなおになれなくて）は、2010年4月15日より6月24日まで毎週木曜日22:00 - 22:54に、フジテレビ系列の「木曜劇場」枠で放送された瑛太と上野樹里W主演の日本のテレビドラマ。略称は「スナナレ」。サブタイトルとして、タイトルロゴでは「hard to say i love you」（ハード・トゥ・セイ・アイ・ラヴ・ユー）の英文が表記されている。

## 概要
5人の若い男女がTwitterを通じて知り合い、真の友達、仲間になっていくまでを描く青春群像劇。
キャッチコピーは「好きだなんて、言い出せなかった」。
主演の瑛太と上野樹里は、2005年公開映画『サマータイムマシン・ブルース』を始めとして『のだめカンタービレ』や、2008年に同枠で放送された『ラスト・フレンズ』以来となる8度目の共演。脚本は北川悦吏子で、同局では2002年放送ドラマ『空から降る一億の星』以来8年ぶりの執筆となる。

### Twitterとの関連
このドラマについて番組制作者およびフジテレビは当初から「ツイッターを通して知り合った男女の友情を瑞々しく描く青春群像劇」と発表しており、「ツイッタードラマ」というキャッチフレーズが先行した。
当時、急速にユーザーが増えた新たなネット・コミュニケーションの場「Twitter」と現実とをどのように繋げるのかと期待が集まった。
また、脚本を担当した北川もこの作品に関わることが決定してからアカウントを取得したが、どのように利用すれば有効に活用出来るのかまでは熟知出来得るほどの日数はなく、ほぼ付け焼刃の状態で脚本を書き進めていった。そのためTwitterが話のキーアイテムになる展開もなく、特に初回放送直後はインターネットを中心に批判の声もあった。劇中でのTwitterは登場人物が出会うきっかけとなった場所という程度の扱いになっている。また、お互いに携帯電話番号を教え合っているにもかかわらず、携帯電話に電話すべき緊急の場面でわざわざTwitterでメッセージを送るなど、むりやりTwitterを絡ませたために不自然になった点も見受けられる。

## あらすじ
ハルはTwitterで知り合ったナカジを含むフォロワーたちとオフ会をすることになったが、待ち合わせの場所に向かう途中、ナカジとハルは互いにフォロワーだとは知らずに、最悪な出会い方をしてしまう。そしてオフ会の席で、フォロワーのドクターとリンダ、ハルの友人であるピーちとともに顔を合わせるが、5人はそれぞれ悩みを抱えていた。

## キャスト

### Twitter仲間・スナナレ会
中島 圭介（なかじま けいすけ）〈27〉
演 - 瑛太
ハンドルネームはナカジ。由来は本名から。
戦場カメラマンを目指している駆け出しのカメラマンで、普段はエロ雑誌の撮影など小さな仕事をしている。写真に対する思いが強く、写真で自分が持っているアート性を出すことが出来ない現状や、それを理解してもらえないことに思い悩んでいる。戦場カメラマンだった父・亮介に憧れを抱いているが、戦場で足を負傷してからカメラを持つことをやめ、息子である自分に金を無心していることに嫌悪感を抱きながらも、屋久島に旅行に出かけていた間、しばらくアパートに帰っていなかった亮介を心配するなど、切り離すことが出来ないでいる。
オフ会当日にカフェでハルだと知らずに出会い、コーヒーをわざとこぼされたと勘違いし、汚れたパンツを拭いていたハルを痴漢呼ばわりし、気まずい空気のまま再会してしまう。気さくで飄々としていて掴みところがなく、ハルにキスをするなど大胆で思わせぶりな行動して、ハルを一方的に振り回していく中で、ハルがドクターに対して好意を寄せていると思い、二人をデートさせるも、駅のホームでハルが自分に好意を寄せていることを知ってしまう。
7年前に旅行先のバリ島で出会った桐子のことを心から大切に想っており、左腕に桐子と同じタトゥーを入れている。ハルが怪我をさせていないことを知っていながらも、怪我させられたと嘘をついた桐子の言葉を信じ、ハルを突き放してしまう。その後のスナナレ会でドクターに問い詰められ殴り合いのケンカになり、関係がギクシャクしていたが、後にハルを突き放したことを謝罪し、ドクターとも仲直りする。リンダのおかげで「iT!」での連載の仕事が決まり、桐子と一緒に暮らすことを考えていた矢先、夫に関係がバレた桐子から別れを告げられる。父親がガンだと知り、さらに自分に思いを寄せていることを知ったリンダの自殺現場に駆けつけ、容態急変後、彼の最期を看取ることになり、ショックな出来事が重なるが、出版社から依頼された紛争地帯の取材で、亮介の代わりにイラクに旅立ち、1年後に帰国。
水野 月子（みずの つきこ）〈24〉
演 - 上野樹里
ハンドルネームはハル。由来は「春に生まれたから」。
金八先生に憧れて教職を志すも、教員採用試験に落ち、臨時採用された私立桐成高校で非常勤講師をしている。教師としての立場を模索している。気が強く、つい意地を張ってしまい素直になれないが、相手を放っておけないお節介な一面を持ち、その性格から同級生であるピーちと親友になった。ナカジとの衝突は絶えないが、親友であるピーちには素直で、ナカジへの本当の気持ちを打ち明けている。
24年間男性と一度も交際したことがなく、Twitterでナカジのことが気になっていた。オフ会当日に立ち寄ったカフェで、ナカジだと知らずにコーヒーをこぼしてしまい、パンツを拭いていたところ、わざとこぼされたと勘違いされた上に痴漢呼ばわりされてしまい、最悪な出会い方をする。
足の怪我を手当てされている最中に突然キスをされ、思わせぶりなナカジの行動に振り回させることが多い。ドクターに好意を寄せているとナカジに勘違いされ、ナカジとデートの約束をするも、待ち合わせ場所に現れたのがドクターだったことにショックを受け、その帰りに駅のホームで出会ったナカジに、本当はナカジが好きだったのにとつぶやいたのを聞かれてしまう。桐子とナカジの互いを思う気持ちに苦しむが、相手への想いを変わらず持ち続けることを決めた。
生徒が薬を受け渡しをしている現場を目撃し、尾行した先で健太の仲間たちに捕まったところ、ハルのツイートを見て駆けつけたドクターに助けられる。ドクターの自分に対する思いを受け止め交際を始めるが、頻繁なメールやデートでの積極的な行動に戸惑っている。校長の薦めで専任教師の試験を受けるも不合格となり、一番やらなければならないことは教師になれるよう頑張ることだとドクターからのプロポーズを断る。1年後、再度受験した教員採用試験に合格する。
パク・ソンス〈26〉
演 - ジェジュン（当時東方神起）
ハンドルネームはドクター。由来は「職業的ブランドがないと日本人と友達になれないと思った」ためである。
医療機器メーカー・東京メディックの営業マン。5年前にミンハと一緒に韓国から来日。Twitterの仲間には医者と嘘をついていたが、後のスナナレ会で本当の職業を告白する。自分と異なり、頭がいい妹には医者になってほしいと思っている。ミンハによると「真っすぐ」な性格がいいところと言われている通り、非常に真っすぐで他人に心優しい一面を持つ。
営業成績が伸びず苦悩しているが、リンダの実家が病院だと知り、医療機器を買ってほしいと頼み、契約にこぎつけた。スナナレ会の仲間と作成した案内状のデザインデータを同僚に盗まれてしまうが、メンバーで新しいデザインを作成した。
オフ会で初めて出会った時からハルに思いを寄せている。ナカジに突き放され、ショックで泣いていたハルを励ましたり、スナナレ会でハルに告白している。健太たちに襲われたハルを守り、交際を始める。しかしハルとナカジが一緒にいた現場を目撃したミンハに写真を見せられ、スナナレ会でハルと大人の関係になったと嘘をついてしまう。
父親は韓国で事業を興し、ドクターに跡を継いでほしいと考えている。母親から父親が倒れたことを知らされ、ミンハとともに帰国し、父親の会社を継いだ。
西村 光（にしむら ひかり）〈24〉
演 - 関めぐみ
ハンドルネームはピーち。由来は「産婦人科のパンフレットに桃太郎が載っていたから」。
子供服店「ワン・ラ・ブー」に勤務。高校時代にクラスの女子たちにいじめられていたところを同級生だったハルに助けられ、親友となる。あまり物事を深く考えない楽観的思考を持ち、異性に対してハメを外してしまうところがあり、それを自覚していながら直すことが出来ないことに悩んでいる。
ハルの付き添いでオフ会に参加したのを機にTwitterを始める。はじめはキャビンアテンダントと嘘をついていたが、後のスナナレ会で本当の職業を告白する。
上司の矢野と不倫しており、リストカット癖がある。矢野の子を妊娠したことを告げると、家族と別れる気がない矢野に本当に自分の子かと言われ、ショックのあまりに自殺を図るが、直前のツイートを見たハル達に救われ、一人で出産し育てる決意をする。しかしその後、流産してしまう。当初はリンダのことが気になっていたが、腹部の激痛に苦しんだ時にはナカジに助けを求め、次第にナカジに思いを寄せるようになる。ドクターの嘘を信じて酔いつぶれたナカジを送り、そのままナカジの部屋に泊まった。相手が親友だからとハルにはナカジを好きになったことを告げ、ナカジに自分の思いを告白するが、そういう関係にはなれないと振られる。リンダの遺したメールを読んで、弱い自分を変える為に、常に手首を隠していたスカーフをはずし、スナナレ会の仲間たちに再び集まるよう呼びかけた。
市原 薫（いちはら かおる）〈享年29〉
演 - 玉山鉄二
ハンドルネームはリンダ。由来はネット上では女性のふりをするネカマだったので、「中性的な名前」として付けた。
ベストマガジン社の雑誌編集者。外見を気に入った奥田に営業から編集に引き抜かれる。Twitterは雑誌の企画で取材するために始めた。奥田に逆セクハラを受けたり、寝ることを強要されたりなどのストレスからED（勃起障害）になってしまう。
スナナレ会の中では最年長で、その場を取り仕切ることが多い。冷静沈着で落ち着いているが、誰に対しても気さく。ハル達が落ち込んでいたり、関係がギクシャクしていたりすると率先して取り持とうとするなど、スナナレ会のメンバーのことを誰よりも気にしている。写真を起用してほしいと編集者に訪れ、服についているホコリを取ったナカジの何気ない行動が気になり、惹かれるようになる。奥田がナカジに興味を抱いて、マンション面接をしようとしたのを知り、ナカジの代わりにマンション面接を志願し、バイアグラを服用した上で奥田と寝て、ナカジの仕事を得ることができた。
奥田からの逆セクハラのこともなかなか言い出せずに、結果的に自分で自分を追い詰めてしまう。奥田と約束した箱根旅行の待ち合わせ場所に行かず、アパートの前で帰ってきたナカジにいきなり抱きついた。会社を無断欠勤していることを心配して訪れたナカジが、部屋で眠っているところを触れてしまい、目を覚ましたナカジに驚かれたことにショックを受け、「エモーション」のトイレの中で首筋を切り、自殺を図る。ナカジの発見が早く一命をとり止め、一時は快方に向かっていたが、容態が急変し亡くなる。携帯電話にはスナナレ会の仲間たち一人一人に宛てたメールを遺していた。
実家は病院で、父・泰敏と兄は医師。実家が病院だと知ったドクターのために、泰敏に医療機器を買ってほしいと頼むも見合いを条件付けられ、それを了承した。

### ナカジの関係者
山本 桐子（やまもと きりこ）
演 - 井川遥
ナカジの恋人。小さい頃に両親が事故死し、親戚の家で育てられる。7年前に旅行先のバリ島でナカジと運命的に出会って恋に落ち、首筋にナカジと同じタトゥーを入れるが、経営危機に陥った育ての父親の会社を救うために、取引先の山本と結婚。結婚後もナカジとの関係を続けている。
ハルに激しく嫉妬し、ナカジとの関係を打ち明けて近づかないよう迫ったり、自分で傷つけた腕の怪我をハルのせいだとナカジに嘘をついたり、ナカジの携帯電話に届いたハルからのメールや留守電を見聞きしているなど、ナカジに対して強い執着心と独占欲を持っている。しかし夫にナカジとの関係が知られるとあっさり別れを告げ、タトゥーも消した。
山本 智彦（やまもと ともひこ）
演 - 矢島健一
桐子の夫。ナカジに会いに行く桐子の素行調査を探偵に依頼し、ナカジとの関係を知る。
中島 亮介（なかじま りょうすけ）
演 - 吉川晃司
ナカジの父親。元戦場カメラマンで、戦場で足を負傷してからはカメラを持つことをやめ、知り合いのカメラマンの雑用のバイトをしている。息子に金を無心しているが、自分が今まで愛用していたカメラを託したり、金をもらうことを拒んだりするところも見せる。アパートで倒れていたところを連絡を受けた祥子に発見され、その後病院で肺がんと診断される。息子がカメラマンとして頑張っている姿に刺激を受け、祥子をモデルに写真を撮り始める。出版社から依頼された紛争地帯の取材の仕事をナカジに託し、今まで受け取っていた金とカメラとジャケットを渡した。予備校の生徒だった頃、講師をしていた祥子と出会い、交際している。

### ハルの関係者
水野家
水野 シュウ（みずの シュウ）
演 - 中村優一
ハルの弟。自室に引きこもりがち。過去に悪い集団に入り薬物に手を出していた。現在は更生していると家族に思われているが、引き出しの中に薬物を隠し持っている。健太に覚せい剤を売り渡されて仲間に引きずり込まれ、健太たちが姉の勤める学校の生徒だと知る。その後、薬物に手を出したことがハルと祥子にもバレて、再度更生の道へ進む。
水野 祥子（みずの しょうこ）
演 - 風吹ジュン
ハルの母親。更年期障害でやる気が出ない。夫は札幌に単身赴任中。過去に薬物に手を出していたシュウを、今も悪い集団に入っているのではと心配している。予備校講師をしていた時に生徒だった亮介と出会い、交際している。亮介を病院に連れて行った際、ナカジと出会っているが、ハルの好きな相手だとは知らない。

#### 桐成高校
松島 健太（まつしま けんた）
演 - 阪本奨悟
桐成高校の生徒。裕福な家庭に育ち、成績優秀で東大を志望している。その一方で悪い仲間とのつながりがあり、Twitterのハルの正体に気づいて、シュウに近づき覚せい剤を売る。ハルに学校内で覚せい剤を売買するところを目撃され、尾行してきたハルを仲間たちと襲う。その後逮捕され、退学処分となる。
高橋 正文（たかはし まさふみ）
演 - 竜星涼
桐成高校の生徒。健太の友人で、一緒にいることが多い。健太がハルを襲った事件がきっかけとなり、退学処分となる。
前田 由起（まえだ ゆき）
演 - 逢沢りな
桐成高校の生徒。健太の友人で、健太がハルに対し気を持っているのとハルの授業を良く思っていないことから、ハルを嫌っている。
神田 京子（かんだ きょうこ）
演 - 三谷悦代
桐成高校の教師。臨時教師であるハルが、生徒にちやほやされるのを快く思っておらず、教師としての自覚が足りないと厳しく接する。
校長
演 - 鶴田忍
桐成高校の校長。健太たちの事件が発覚した直後は噂になるのを恐れ、ハルに対して暗に退職を促していたが、その後も休まず授業を続けている姿勢を見直し、知り合いの私立高校で欠員が出た専任教師の試験を受けることを薦める。

### ドクターの関係者
パク・ミンハ
演 - 木南晴夏
ドクターの妹。桐成高校の3年生。成績優秀で兄のことを誰よりも理解しており、ハルに対して好意を寄せているのを知り、応援する。兄からは「医者になってほしい」という思いを知り、自身も目指している。父親の病気を機に、ドクターと韓国に帰国。
峰原 隆（みねはら たかし）
演 - 田中哲司
東京メディックのドクターの上司。成績があまり伸びないドクターに対し、辛辣かつ粗雑な態度で接する。
加藤（かとう）
演 - 松川貴弘
東京メディックの営業マン。常に営業成績が上位だが、ドクターが市原医院との契約を結んだことを快く思っていないがゆえにドクターのことを気に入らず、スナナレ会の仲間達と作った案内状のデザインデータを盗む。

### ピーちの関係者
矢野 順一（やの じゅんいち）
演 - 勝村政信
ピーちの上司で、不倫相手。ピーちの妊娠を知り、お腹の子を堕ろすよう金を渡すが、ピーちを心配する素振りを見せて電話し、再び関係を持とうとする。

### リンダの関係者
奥田 真理子（おくだ まりこ）
演 - 渡辺えり
ベストマガジン社の雑誌「iT!」の編集長でリンダの上司。面食いなところがあり、リンダの顔立ちを気に入り営業から編集者に引き抜く。リンダに逆セクハラをしたり、「面接」と称して、自分のマンションで寝ることを強要する。顔立ちや容姿の整っている異性をアクセサリー感覚で扱っており、自分の望み通りにならないと切り捨てる。リンダがEDになった原因でもあり、寝ることを拒まれたことから再び雑用に戻す。リンダとの打ち合わせにきたナカジに目をつけるが、代わりに面接したリンダと寝て、ナカジに連載の仕事を回す。箱根旅行の待ち合わせ場所に現れず、その後会社も無断欠勤しているリンダを心配していたが、リンダの死は自分が本気で愛していたにもかかわらず、結果的に彼を追い詰めてしまったことが原因だと責める。
市原 泰敏（いちはら やすとし）
演 - 山田明郷
リンダの父親。開業医。なぜかリンダに対し、厳しい態度で接する。リンダがお見合いすることを条件に、ドクターの会社の医療機器を購入する。
市原 美佐子（いちはら みさこ）
演 - 朝加真由美
リンダの母親。泰敏とは異なり、リンダに対して心配したりするなど、心優しく接している。

## 備考
ナカジの家
ナカジはロフト風な作りの一戸建ての2階部分に住んでいる。この家は倉庫を改装して使っているという設定で、一階は別の住人が借りている。家賃は4、5万ほどである。
ナカジと桐子のタトゥー
「バリ島で出会った2人が刹那的に深く愛し合い、そのままタトゥーを施した」ということから、中野利幸プロデューサーによると、現地では永遠の愛を使うときに入れる“炎の神”のようなイメージである。炎の神ではないが、実際にバリ島にあるモチーフである。
リンダが在籍する編集部
リンダが在籍する編集部は、レストランやファッションなどのトレンドを紹介する週刊女性情報誌「iT!」を手がけている。中野プロデューサーによると「iT!」は雑誌「Hanako」がイメージになっている。
Twitter関連
ドラマ内でスナナレ会の誰かがつぶやくと携帯電話が鳴る。実際にフォローしている人の書き込みがあると鳴るようにできるソフトは存在するが、決まったメンバーだけの書き込みに反応して鳴るという設定はドラマ独自の架空の設定である。

## スタッフ
- 脚本 - 北川悦吏子
- 演出 - 光野道夫、西坂瑞城、森脇智延
- 主題歌 - WEAVER「Hard to say I love you 〜言い出せなくて〜」(A-Sketch)
- 挿入歌 - 菅原紗由理「素直になれなくて」（フォーライフミュージックエンタテイメント）
- オープニングテーマ - ザ・ティン・ティンズ「Great DJ」（ソニー・ミュージックジャパンインターナショナル）
- プロデュース - 中野利幸

## 放送日程
| 各話                                                       | 放送日        | サブタイトル    | 演出     | 視聴率 |
| ---------------------------------------------------------- | ------------- | --------------- | -------- | ------ |
| 第1話                                                      | 2010年4月15日 | 今、何してる?   | 光野道夫 | 11.9%  |
| 第2話                                                      | 2010年4月22日 | 仲間、いますか? | 光野道夫 | 13.2%  |
| 第3話                                                      | 2010年4月29日 | 秘密ありますか? | 光野道夫 | 10.8%  |
| 第4話                                                      | 2010年5月06日 | 絆              | 西坂瑞城 | 10.3%  |
| 第5話                                                      | 2010年5月13日 | 君を守る!!      | 西坂瑞城 | 10.9%  |
| 第6話                                                      | 2010年5月20日 | 二人の秘密      | 光野道夫 | 11.6%  |
| 第7話                                                      | 2010年5月27日 | いけない夜      | 西坂瑞城 | 11.6%  |
| 第8話                                                      | 2010年6月03日 | 衝撃の真実      | 光野道夫 | 11.8%  |
| 第9話                                                      | 2010年6月10日 | 君の命          | 森脇智延 | 10.4%  |
| 第10話                                                     | 2010年6月17日 | 死なないで!     | 西坂瑞城 | 09.9%  |
| 最終話                                                     | 2010年6月24日 | 未来へ。        | 光野道夫 | 10.8%  |
| 平均視聴率 11.2%（視聴率は関東地区・ビデオリサーチ社調べ） |               |                 |          |        |

## DVD
- 「素直になれなくて」完全版DVD-BOX（アミューズソフト、2010年9月22日発売）
  - 特典ディスク内容[収録分数：57分]
    - （1）第1話放送直前試写会&舞台挨拶
    - （2）インタビュー＆メイキング 〜第2話より〜
    - （3）クランクアップコメント集
    - （4）ココだけのハプニング集

  - 初回限定特典：オリジナルトイカメラ、ポストカード5枚

※権利上の都合により、下記の楽曲以外は別の音楽に差し替えられている。
【主題歌】
- 「Hard to say I love you 〜言い出せなくて〜」WEAVER

【挿入歌】
- 「素直になれなくて」菅原紗由理
- 「チェリー」スピッツ
- 「Hard to Say I'm Sorry」CHICAGO